# 后滩公园
后滩公园又稱上海世博后滩湿地公园，是中華人民共和國上海市浦東新區的一個公園，位於黃浦江邊，目前面積約23公頃。为上海世博园的核心绿地景观之一，2017年底纳入上海世博文化公园的范围，成为“后滩滨江”景点。后滩公园依靠物理和生态技术，净化从黄浦江引入的水流，再将其用作园内的景观、灌溉、冲洗用水，并采用可持续和再利用的理念进行设计，使得公园的绿化管理和维护成本有一定降低，同时恢复、保持了生态环境。

## 历史
后滩公园区域在建造前为鋼鐵廠（属浦東鋼鐵集團）和後灘船舶修理廠。2007年01月，上海世博土控公司筹划委托了后滩公园的建设，俞孔坚领土人景观与建筑规划设计研究院与北京大学景观设计研究院负责设计，上海市城市建设设计研究总院承建，最终于2009年10月竣工，并于次年5月上海世博會期間正式开放。此處属于世博園C片区西南端，毗邻非洲联合馆，西起倪家浜，东至打浦路隧道，南侧紧靠浦明路，沿江1.7公里，总面积13.958公顷，并保留了4公頃的黃浦江邊的原生江灘濕地。
世博会闭幕后，后滩公园于2012年7月1日正式免费开放，开放时间为早8点—晚6点，夏季调整为早6点—晚8点。2015年，后滩公园被选为当年上海国际游艇节的会址。2016年，上海市城市公园名录正式将其纳入。
2017年4月12日，后滩公园进行升级改造，闭园施工至5月25日，完成了三线贯通工程。8月30日，上海市人民政府批准世博文化公园规划建设，后滩公园被纳入其中。9月22日，世博文化公园开始建设。2021年10月，世博大道改造工程完成，并于28日10时正式通车，将原本建在地面的城市主干路的一部分“搬入”地下，后滩公园与新建世博文化公园相接，为地面留出更多公共空间，实现了世博文化公园地块的完美融合。12月31日，世博文化公园北区向公众开放。
2022年10月10日，后滩公园正式从上海市城市公园名录中移除，成为世博文化公园的一部分。

## 设计规划
2007年最初设计时，后滩公园所处场地原主要为工业和仓储用地，地势平坦，西南部为天然湿地形成的缓坡，东端有桩基防汛墙；此外沿黄浦江还有100米长的污水处理厂码头和后滩轮渡站码头，且已经不再使用。场地内建筑主要为工业厂房，并有铁轨、龙门吊、高架管道、罐体等。厂区范围内植物分布稀疏，绿化覆盖率低，且有外来物种加拿大一枝黄花入侵；湿地区有芦苇、构树、女贞等滨水植物。
设计秉承了生态、自然、野趣的设计理念，旨在解决水土污染、滨江防洪及审美的问题，并兼顾了会时与会后，将公园分为湿地生态景观、农耕文明景观、工业文明遗存和后工业文明体验四个层次，计划用地18.2公顷。湿地生态景观层以“双滩谐生”为宗旨，由滨江芦荻带、原生湿地保护区、内河净化湿地带和梯地禾田带四部分表现，前两部分包括黄浦江畔的湿地，而后两部分则构成人工湿地，并通过梯地禾田带展示农业湿地，向城市过渡。农耕文明景观层则由梯地禾田带构成，体现了后滩地区1843年开埠前的上千年农业景观，有着油菜、向日葵、玉米、水稻等作物和芦苇、蒲苇等观赏草。工业文明遗存层以循环利用的角度出发，改造原有的厂房和码头，以纪念上海后滩的工业文明；例如在亲水平台的两端设置了两座大门造型的金属雕塑，以焊铆和锈蚀肌理的金属板延伸到地面的步道上。后工业生态文明体验层表现了休闲游憩的特征，构建一环六纵的步道系统，连接园内各设施景点。

## 公园概况
内设有狗GO乐园，面积约10000平方米，是宠物犬运动、社交和宠主休闲活动的场地。

### 水体净化
后滩公园的水系治理采用纯物理和生态技术，利用模拟自然的方式净化水体，并恢复和建立完整的生态系统。物理方式净化分为三步，首先在后滩公园的“源头”设立着一个3000立方米的沉水池，通过沉淀和沙石净化；经过沉淀后的水流进了300米长，落差约3.5米的梯田状流水渠，每一层都放置了砂石、砾石等；接着通过沸石净化区，该区域内放置了大量的斜发沸石，进一步过滤掉水中的部分杂质。物理净化后，还要经过由植物和鱼类构成的生态“滤网”，分为植物综合净化区、植物床净化区、梯田过滤净化区、重金属净化区、病原体净化区、营养物净化区和水质稳定调节区等。最终将黄浦江引入的劣Ⅴ类污水净化成Ⅲ类饮用水，从而每天向世博园提供2400吨的景观循环水，满足其绿化浇灌和水景观艺术欣赏的需求，余下的净化水随后再排回黄浦江。后滩公园的生态水系统净化模式建成后，不再需要大量人力物力去维护，而是依靠自然自行调控，相比传统的水处理方式能够节省50万美元。

### 防洪措施
原东段防洪墙为水泥硬质工程防洪墙，设计标高为千年一遇的防洪标准6.7米；西段高差2.1米的潮间带河岸十分泥泞、公众使用率低。后滩公园转用石笼和碎石对江岸进行改造，能够吸收洪水的能量，与伊恩·麦克哈格的设计思想有所相通，防洪能力达到了234158立方米。

### 可持续与再利用
后滩公园设计时将旧厂区进行了保留、改建以及再利用，将原有的钢厂三车间及厚板酸洗厂房进行改造，将其涂成红色，同时在屋顶下悬挂种植了大片植物，将其改造成为空中花园。原临江码头被保留，并设计成生态化的水上花园和观景台，公园中的栈道亦完全取材于竹子，并共计节约了11.9万元人民币。

### 生态环境
后滩公园保留并改善了黄浦边的原有4公顷江滩湿地，并对原沿江水泥护岸和码头进行生态化改造, 恢复自然植被。截至2012年，与公园建设前的数据相比，新增了植物165种，动物137种。后滩公园为上海市林业部门的25个两栖类监测点之一，生活着黑斑蛙、泽蛙、金线侧褶蛙和中华大蟾蜍等；而在2015年由上海野鸟会和上海市野保部门认定为22处“最适宜市民观鸟点”之一。

### 运营情况
世博会期间，后滩公园客流量达590640人；其绿化管理和维护成本相比世博会其他公园每平方米节省2.8元人民币，且芦苇、向日葵、油菜花等生产性植物每年可以为公园带来3万元左右的收入。
2011年对公众正式开放前，有不少市民会选择找未有保安看管的大门或缝隙进入后滩公园。而开放后，有人表示公园交通配套设施很差，距离地铁站过远，公交车也需要等待很久，且沿途的指路牌缺失，导致此地游客较少；但实际上是距离更近的入口过于不显眼，致使大多人绕了远路。工作日时园内游客只有约50、60人，在国庆长假期间，游客也只有1000多人。园内只有一家便利店，快餐店、咖啡馆亦未开放。
2023年5月，曾有人提出滨江步道骑行体验不佳，存在服务设施不足且疏密不均、标识不清、封闭路段过多而出口过少的问题。随后世博文化公园公司立刻对于报道中提到的问题进行了改善，并表示会“进一步提升后滩公园滨江游览、休憩和骑行体验”。

## 交通
可乘坐上海地铁13号线至世博大道站，或乘坐浦东98路抵达世博大道长清北路枢纽站，1118路公共汽车至长清北路国展路；进入世博文化公园南区向北或直接经济坤路从东入口进入。

## 评价
2010年，美国景观设计师协会的评委评价后滩公园“建立了一个可以复制的水系统生态净化模式，低成本高效能，为解决当下世界性的环境问题提供一个可以借鉴的样板。”
2015年3月17日，哈佛大学校长德鲁·吉尔平·福斯特在清华大学的一场演讲上，回忆五年前参观后滩公园的经历，表示“人工构筑的湿地，可以如此净化河水，低维护的城市公园，可以如此沟通城市文化，景观设计学，可以如此充当自然环境的守护者。”

### 奖项
- 2010年获美国景观设计师协会年度专业奖项——杰出设计奖（ASLA Awards - Excellence of Design）[2]
- 2010年获西班牙世界建筑节世界最佳景观奖[27]
- 2011年获美国建筑奖（英语：American Architecture Award）[36]
- 2012年获世界建筑新闻（World Architecture News）奖——城市再生奖[6]
- 2012年获国际建筑奖（International Architecture Awards）[6]